# Veľká Tŕňa
Veľká Tŕňa (hongrois : Nagytoronya, allemand : Kriersdorf) est un village de Slovaquie situé dans la région de Košice.

## Histoire
Première mention écrite du village en 1220.
Après la Première Guerre mondiale la localité fut annexée par la Tchécoslovaquie, et après le premier arbitrage de Vienne le 2 novembre 1938, par Hongrie. En 1938, on comptait 978 habitants dont 19 d'origines juives. Elle faisait partie du district de Sátoraljaújhely (hongrois : Sátoraljaújhelyi járás). Le nom de la localité avant la Seconde Guerre mondiale était Veľká Toroňa/Nagy-Toronya. Avant l'occupation de 1918, et durant la période 1938 - 1944, le nom hongrois Nagytoronya était d'usage. À la libération, la commune a été réintégrée dans la Tchécoslovaquie reconstituée.

## Démographie

### Évolution de la population
| Année:               | 1994. | 2004.    | 2014.   | 2024.   |
| -------------------- | ----- | -------- | ------- | ------- |
| Nombre de personnes: | 539   | 484      | 457     | 443     |
| Différence:          |       | -10,20 % | -5,57 % | -3,06 % |

| Année:               | 2023. | 2024.   |
| -------------------- | ----- | ------- |
| Nombre de personnes: | 448   | 443     |
| Différence:          |       | -1,11 % |

## Économie
Le village est l'un des 7 villages slovaques faisant partie de la région viticole Tokay.